# 草川為
草川 為（12月26日—），日本漫畫家。愛知縣出身。
- 2001年以《人造惡魔的秘笈》獲得第26回白泉社雅典娜新人大賞的新作優秀者賞。

## 作品
- 人造惡魔的秘笈、全5冊、原名《ガートルードのレシピ（日语：ガートルードのレシピ）》
- 夢遊架空亭、全1冊、原名
- 十二秘色調色盤、全6冊、原名《十二秘色のパレット（日语：十二秘色のパレット）》
- 龍族花印記、全7冊、原名《龍の花わずらい（日语：龍の花わずらい）》
- 八潮與三雲、全7冊、原名
- 世界第一惡劣魔女：連載中，東立出版社代理。

短篇
- 原名（十二秘色調色盤 第2冊收錄）
- 原名（十二秘色調色盤 第3冊收錄）
- 原名（龍族花印記 第2冊收錄）
- 原名（龍族花印記 第3冊收錄）

## 外部連結
- （日語）
- （日語）lotus position -